# Bady Bassitt
Bady Bassitt is een gemeente in de Braziliaanse deelstaat São Paulo. De gemeente telt 14.127 inwoners (schatting 2009).